# Psychoda nigripennis
Psychoda nigripennis är en tvåvingeart som beskrevs av Enrico Adelelmo Brunetti 1908. Psychoda nigripennis ingår i släktet Psychoda och familjen fjärilsmyggor. Inga underarter finns listade i Catalogue of Life.